# Fonds patrimoniaux des bibliothèques de l'université de Bordeaux
Les fonds patrimoniaux des bibliothèques de l'université de Bordeaux naissent de la création de la bibliothèque de l'Université en 1879. L'université est divisée en trois entités en 1960 mais la bibliothèque garde sa direction unique. 
La bibliothèque contient des documents anciens témoignant d'un patrimoine documentaire écrit très riche : 
- 120 000 volumes antérieurs à 1914 (dont 10 incunables et 10 000 livres anciens);
- 60 manuscrits;
- 2000 clichés photographiques.

Les ouvrages sont répartis en trois fonds patrimoniaux, connus et répertoriés: 
- Le fonds scientifique conservé à la bibliothèque des sciences, sur le campus de Talence;
- Le fonds médical conservé à la bibliothèque de santé, sur le campus Carreire;
- Le fonds juridique conservé à la bibliothèque de droit de Bordeaux ;
- Le fonds de la Société de géographie commerciale de Bordeaux, également conservé à la bibliothèque des sciences.

Issus des différentes bibliothèques des anciennes facultés, les fonds patrimoniaux se sont progressivement enrichis grâce aux dons et aux legs, le plus souvent d'anciennes bibliothèques personnelles de professeurs de la faculté.
Conservés sur trois sites différents, ces fonds bénéficient tous d’une politique commune de conservation et de mise en valeur patrimoniale. Les ouvrages les plus précieux et les plus endommagés sont restaurés, et des expositions thématiques présentent régulièrement les fonds. Depuis quelques années, les fonds patrimoniaux sont progressivement numérisés, ce qui permet leur consultation sur internet et leur téléchargement.

## Le fonds scientifique

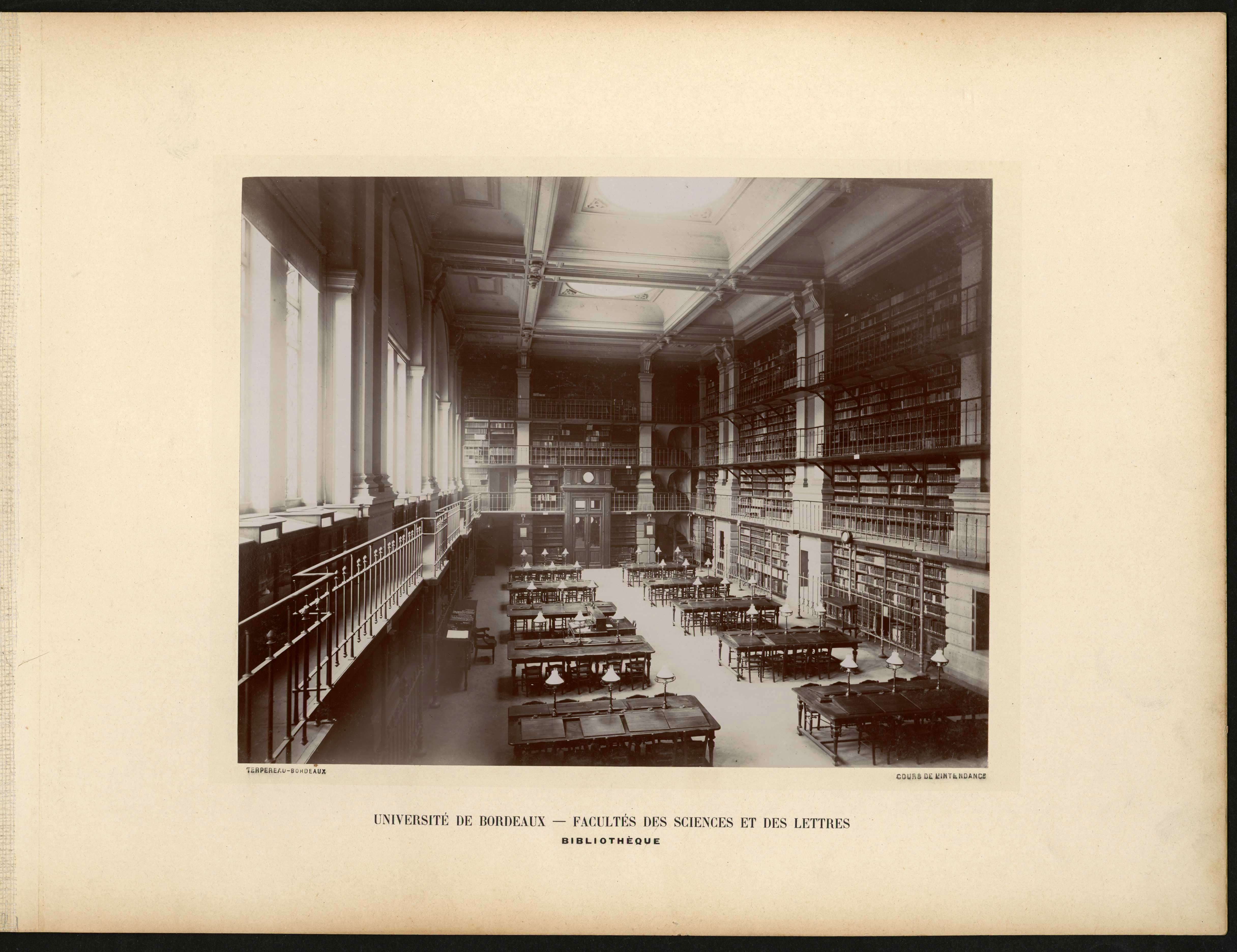
L'Université de Bordeaux - Bibliothèque de la faculté des Sciences et des Lettres en 1886

### Constitution du fonds
À sa naissance en 1838, la faculté de Bordeaux acquiert un certain nombre d'ouvrages. Ces derniers constituent la base de ce qui s'appelle aujourd'hui le fonds scientifique patrimonial de l'Université. 
Ce fonds patrimonial scientifique de l'Université de Bordeaux comprend essentiellement des périodiques et des ouvrages, afin de fournir les ressources nécessaires aux universitaires et professeurs. Dans cette collection, se retrouvent notamment: 
- des encyclopédies ;
- des ouvrages de mathématiques ;
- des ouvrages de chimie ;
- des ouvrages d'alchimie ;
- des ouvrages d'astronomie.

Dès 1838, le fonds de la bibliothèque scientifique augmente rapidement son nombre d'ouvrages. La politique d'acquisition dépend des professeurs en poste, qui axent leurs achats selon leurs affinités. Les premiers achats sont essentiellement des comptes-rendus scientifiques, des Mémoires de l'Académie des Sciences et des Annales de Physique-Chimie (publiés entre 1816 à 1832). Faute de moyens, la politique d'achat de la faculté est en baisse dans les années 1850.  
En 1897, le fonds rassemblent les principaux recueils périodiques et scientifiques de l'époque. 

### Principaux achats
Le fonds scientifique s'est enrichi grâce à l'achat de bibliothèques personnelles de certains professeurs de la faculté.
En 1880, la famille d'Alexandre Edouart Baudrimont (1806-1880) vend 500 ouvrages de chimie, d'alchimie et de sciences occultes à l'université. Parmi eux, 80 ont appartenu au chimiste Antoine Lavoisier, comme en témoignent certains ex-libris. Dans cette série se trouvent également des traités de chimie publiés entre 1688 et 1785 mais aussi des œuvres de Nicolas Flamel, Johann Joachim Becher, Raymond Lulle, Paracelse ou Jean-Baptiste Van Helmont.
En 1886, l'Université achète 800 ouvrages de mathématiques ayant appartenu à Jules Houël (1823-1886). Ce fonds rassemble des tables de logarithmes, des ouvrages et mémoires de géométrie non-euclidienne et enfin une bibliothèque complète sur l'histoire et la théorie des quantités imaginaires. 

### Principaux dons
Outre l'achat de collection d'ouvrages importants, la bibliothèque s'est enrichie grâce aux legs suivants : 
- En 1904, le physicien et astronome Frédéric Gaston Lespiault lègue à l'université 1062 volumes sur la littérature des sciences. Les plus remarquables exemples de ce legs sont des éditions originales de Nicolas Copernic, Karl Josef Bayer ou Johannes Kepler.

- En 1917, le botaniste Léonce Motelay[3], de la Société linnéenne de Bordeaux lègue 242 volumes recensant la flore de la région bordelaise et des flores françaises, après avoir fait apposer sur chaque ouvrage son ex-dono imprimé, création originale de style floral art déco.

- En 1922, le paléontologue Edouard Harlé donne à l'université des ouvrages portant sur la préhistoire.

- En 1916, Pierre Duhem, professeur de physique théorique à l'Université de Bordeaux, lègue 205 volumes d'histoire des sciences.

- Plus récemment, l'Université a reçu des ouvrages de la bibliothèque scientifique personnelle et de travail d'Adolphe Pacault (1918-2008).

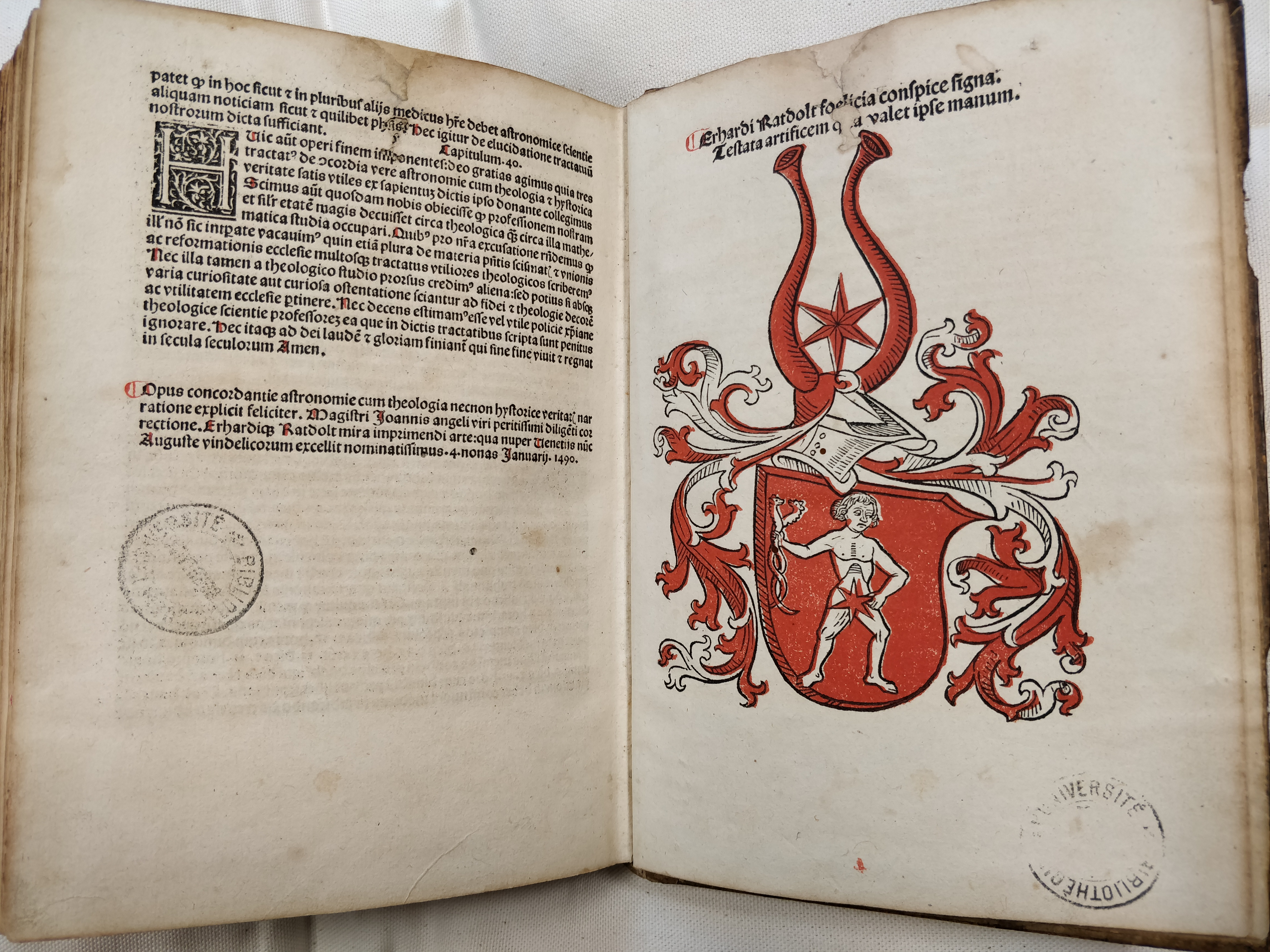
Colophon et marque d'imprimeur d'un incunable traitant d'astronomie - Fonds scientifique de l'Université de Bordeaux
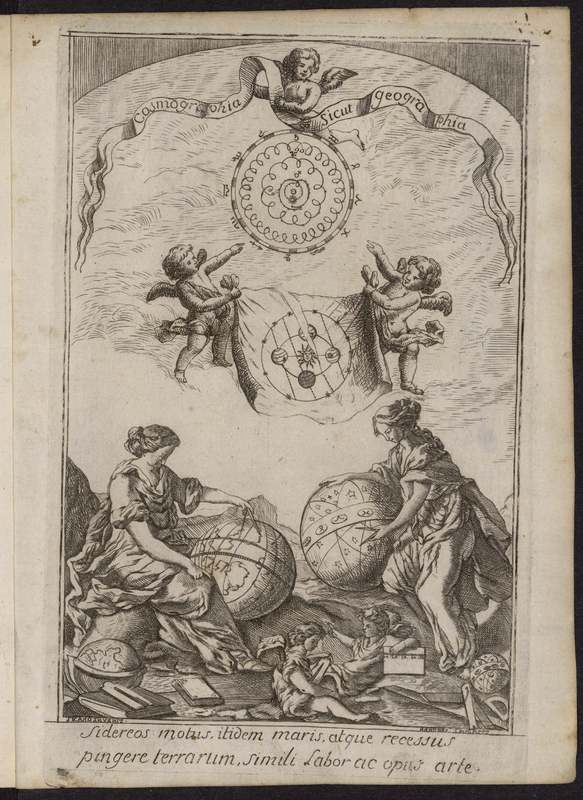
Frontispice de cours complet de cosmographie, où le système de Copernic est réfuté - Fonds scientifique de l'Université de Bordeaux
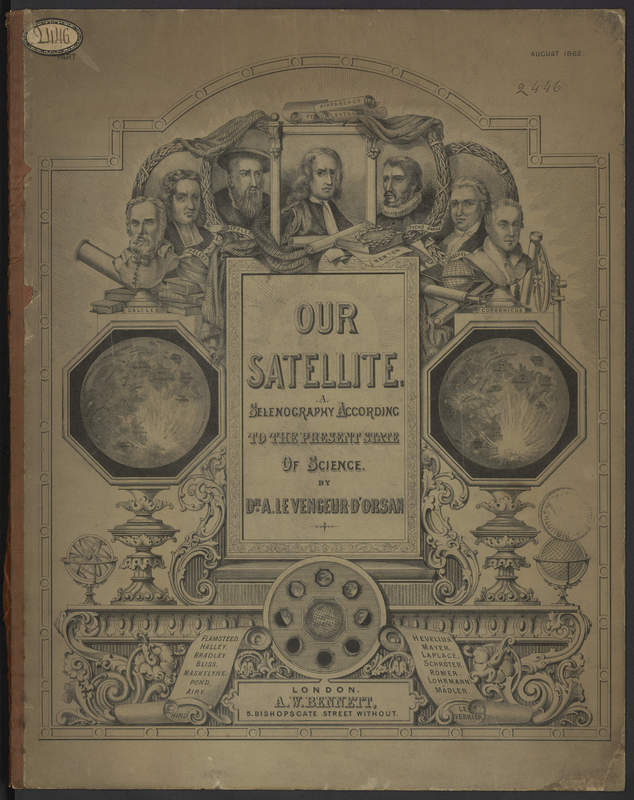
Ouvrage du legs Lespiault - Fonds scientifique de l'Université de Bordeaux

## Le fonds médical

### Naissance du fonds
Une partie de ce fonds patrimonial est constituée d’ouvrages et de journaux de médecine. Lors de sa création en 1879, la bibliothèque universitaire de Bordeaux se dote de plusieurs milliers de volumes qui proviennent de l’ancienne école de médecine et de la bibliothèque personnelle de son ancien directeur, Élie Gintrac. 
Ce fonds est aujourd’hui conservé  au sein de la bibliothèque universitaire des sciences du vivant et de la santé sur le campus Carreire.

### Description du fonds
En plus des 10 000 ouvrages qui viennent enrichir la bibliothèque lors de sa création, d’autres professeurs bordelais perpétuent cette tradition du legs. 
Les fonds patrimoniaux de médecine rassemblent aujourd’hui les principaux ouvrages de référence qui ont servi à l’enseignement de la médecine depuis le XVIe siècle (notamment les éditions de Galien et d’Hippocrate).
Outre des ouvrages d’enseignement, le fonds de médecine contient aussi des ouvrages majeurs d’anatomie, ainsi que des écrits de médecins bordelais, notamment : 
- l’édition originale du De dissectione de Charles Estienne ;
- la seconde édition du De Humani corporis fabrica d'André Vésale ;
- le Nouveau recueil d’osthéologie et de myologie de Jacques Gamelin.
- Des écrits de médecine bordelaise, dont ceux de Guillaume Briet sur la peste qui a touché Bordeaux en 1597, avec la préservation et la curation d'icelle[4] ;
- Le journal manuscrit de l’ancien directeur de médecine (premier légataire de cette bibliothèque), Elie Gintrac.

Certains ouvrages sont illustrés de planches détaillées.
La bibliothèque possède également des revues anciennes, notamment le Journal de médecine de Bordeaux. Publiée de 1824 à 1987, cette revue a régulièrement changé de nom entre les époques :
- Le Journal médical de la Gironde (1824-1826)[6].
- Le Journal de médecine pratique ou recueil des travaux de la Société royale de médecine de Bordeaux (1829-1842)[7]
- Le Journal de médecine de Bordeaux et recueil des travaux de la société de médecine de la même ville (1843-1855)[8]
- Le Journal de médecine de Bordeaux (1856-1870)
- L’Union médicale de la Gironde (1856-1871)
- Le Bordeaux médical et la Gazette médicale de Bordeaux (1872-1878)[9].

Elle témoigne de l’activité de la médecine à Bordeaux aux XIXe et XXe siècles et propose un contenu varié : des observations de malades, des extraits de cours de médecine, des informations sur les syndicats médicaux et les hôpitaux, des nécrologies ou encore des textes de lois. Depuis 2017, ces journaux sont progressivement numérisés puis mis en ligne sur Gallica, ainsi que sur la bibliothèque patrimoniale numérique de la Bibliothèque nationale de France.

### Légataires et donateurs
À la suite du legs d’Elie Gintrac, d’autres légataires perpétuent la tradition et enrichissent la bibliothèque universitaire de leurs collections personnelles, en particulier Xavier Arnozan, Jean-Alban Bergonié, ainsi qu'Albert Pitres.

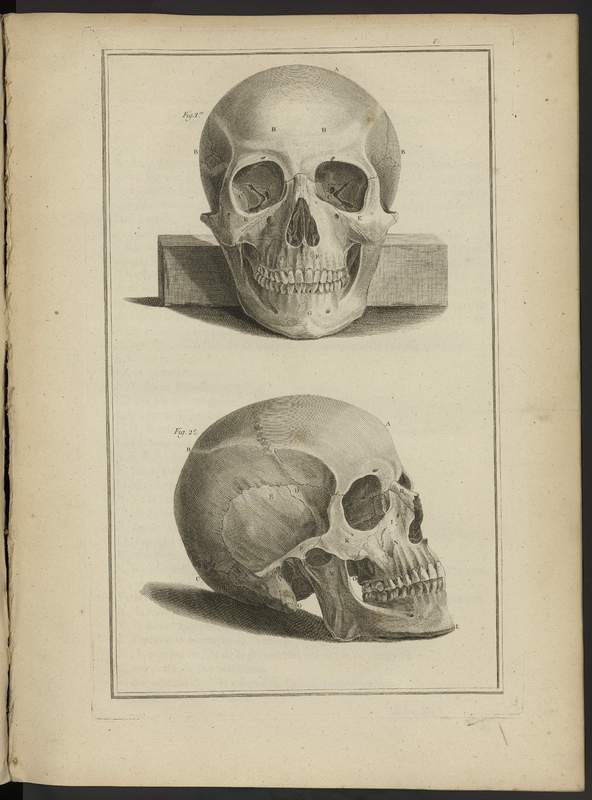
Traité d'ostéologie II - Fonds médical de l'Université de Bordeaux

## Le fonds juridique

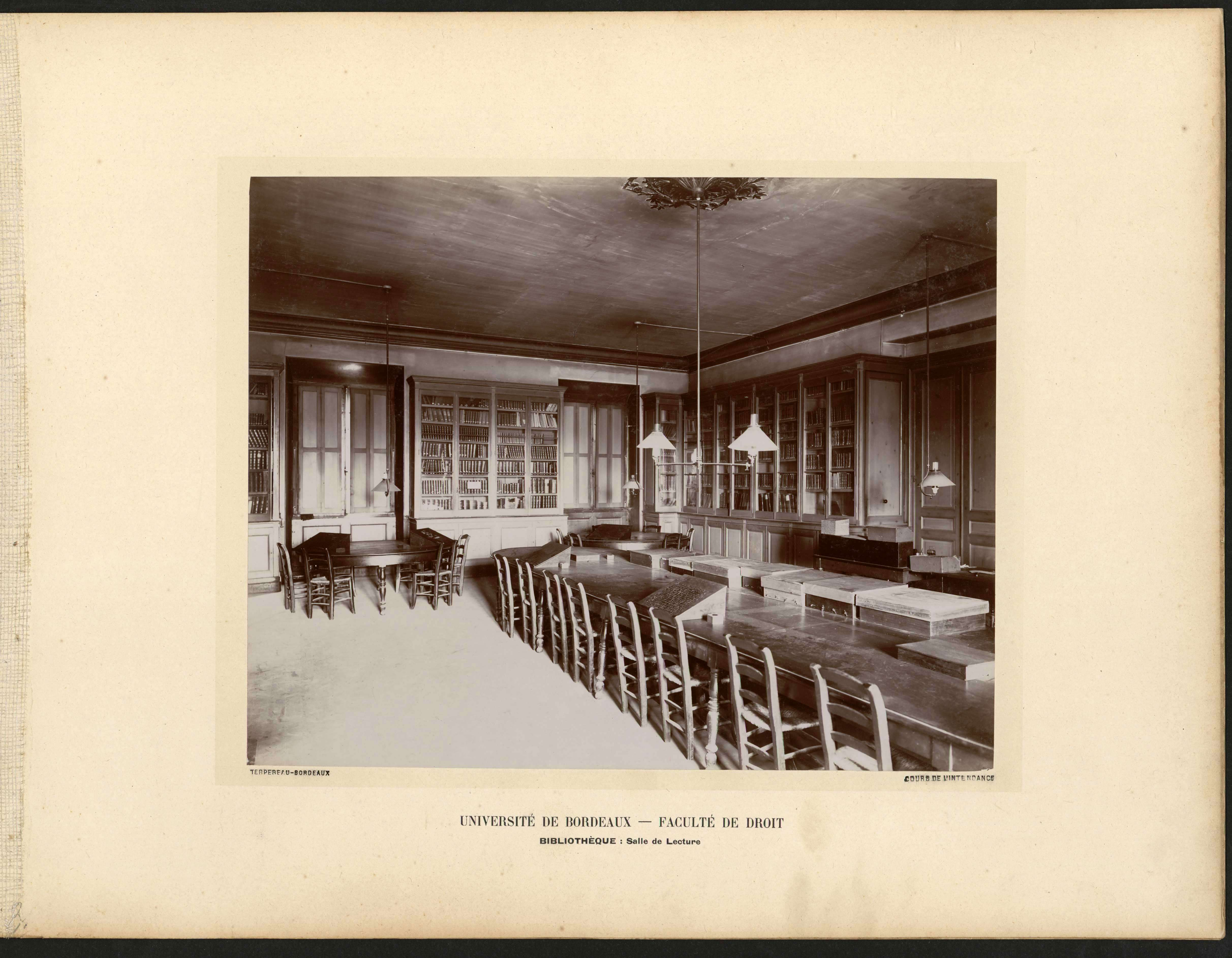
Université de Bordeaux - Salle de lecture de la bibliothèque de la faculté de Droit en 1886

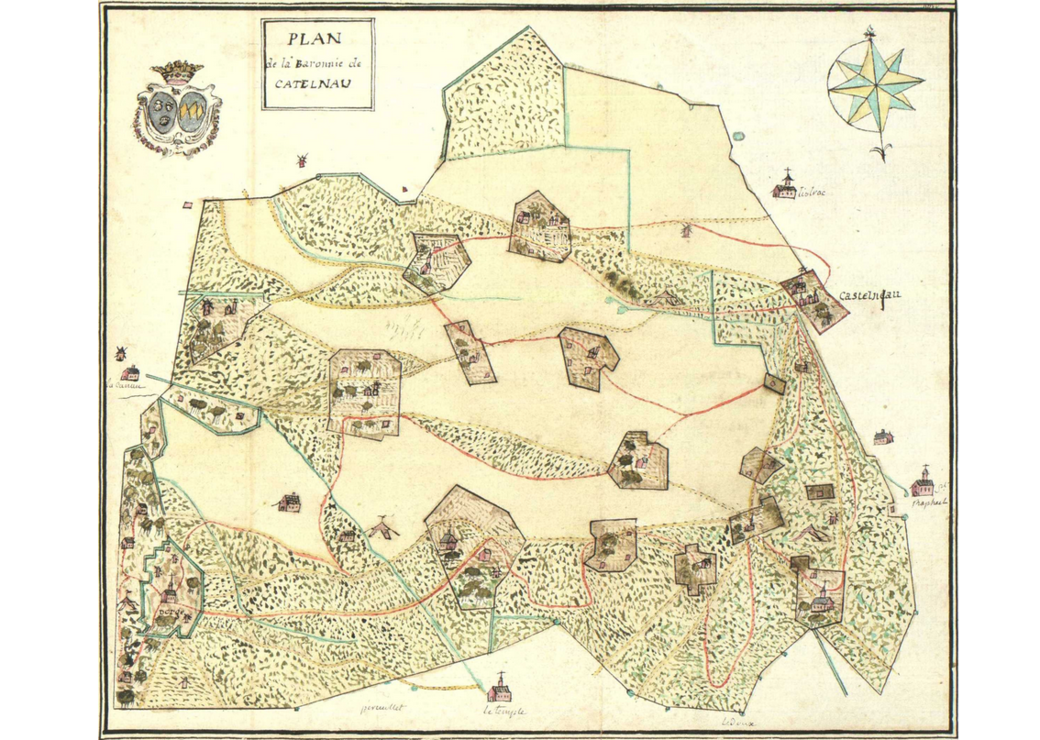
Plan de Castelnau en Médoc, Mémoire sur la meilleure manière de tirer parti des Landes de Bordeaux en 1776

Le fonds premier de cette bibliothèque est constitué d'ouvrages ayant appartenu au Baron Bathélémy de Portal (1756-1845), ministre sous la Restauration, et à son fils, Frédéric de Portal (1804-1876). Ce dernier lègue, à sa mort, sa bibliothèque à l'Université de Bordeaux.
L’accroissement du nombre d'ouvrages est dû à deux événements majeurs : la confiscation des ouvrages des bibliothèques ecclésiastiques et le legs de l'Académie de Bordeaux.
Ce fonds patrimonial comprend une collection riche, réunissant des ouvrages de droit romain, de droit coutumier, des textes fondateurs du droit moderne, des ouvrages historiques sur des doctrines économiques et des ouvrages portant sur l'histoire régionale. Au total, cette collection comprend 5000 volumes antérieurs à 1914 et 2000 volumes antérieurs à 1811. 
L'histoire des ouvrages présents dans cette bibliothèque peut être retracée grâce à 76 ex-libris répertoriés. Les principaux sont ceux de Portal, Monseigneur d'Aviau,  Montesquieu, Jean Barbot, Henri Barckhausen, Say ...
Au sein de cette collection se trouve une reliure aux armes de Jean-Baptiste Colbert.

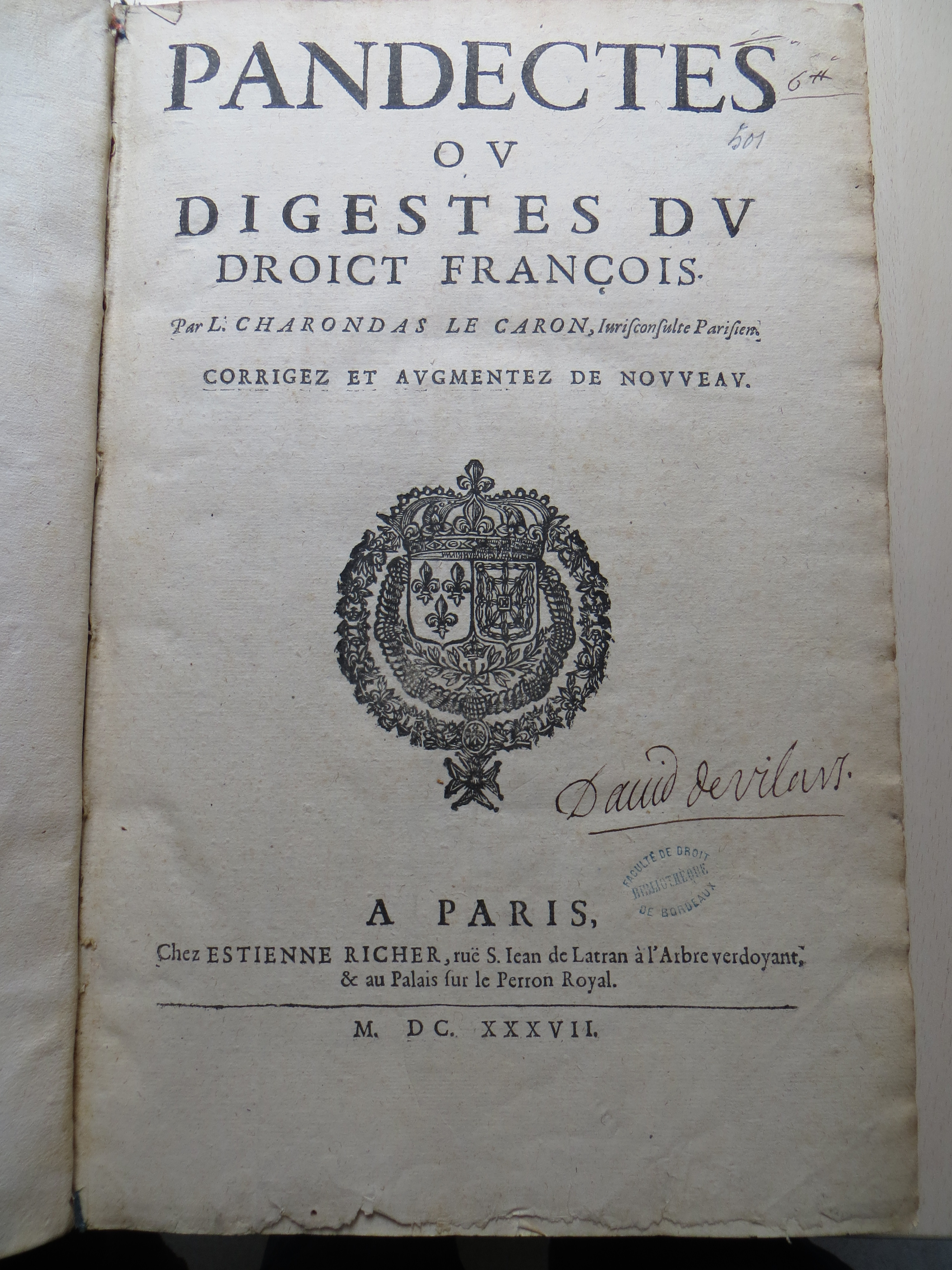
Ouvrage de droit français portant avec un ex-libris de Devilars
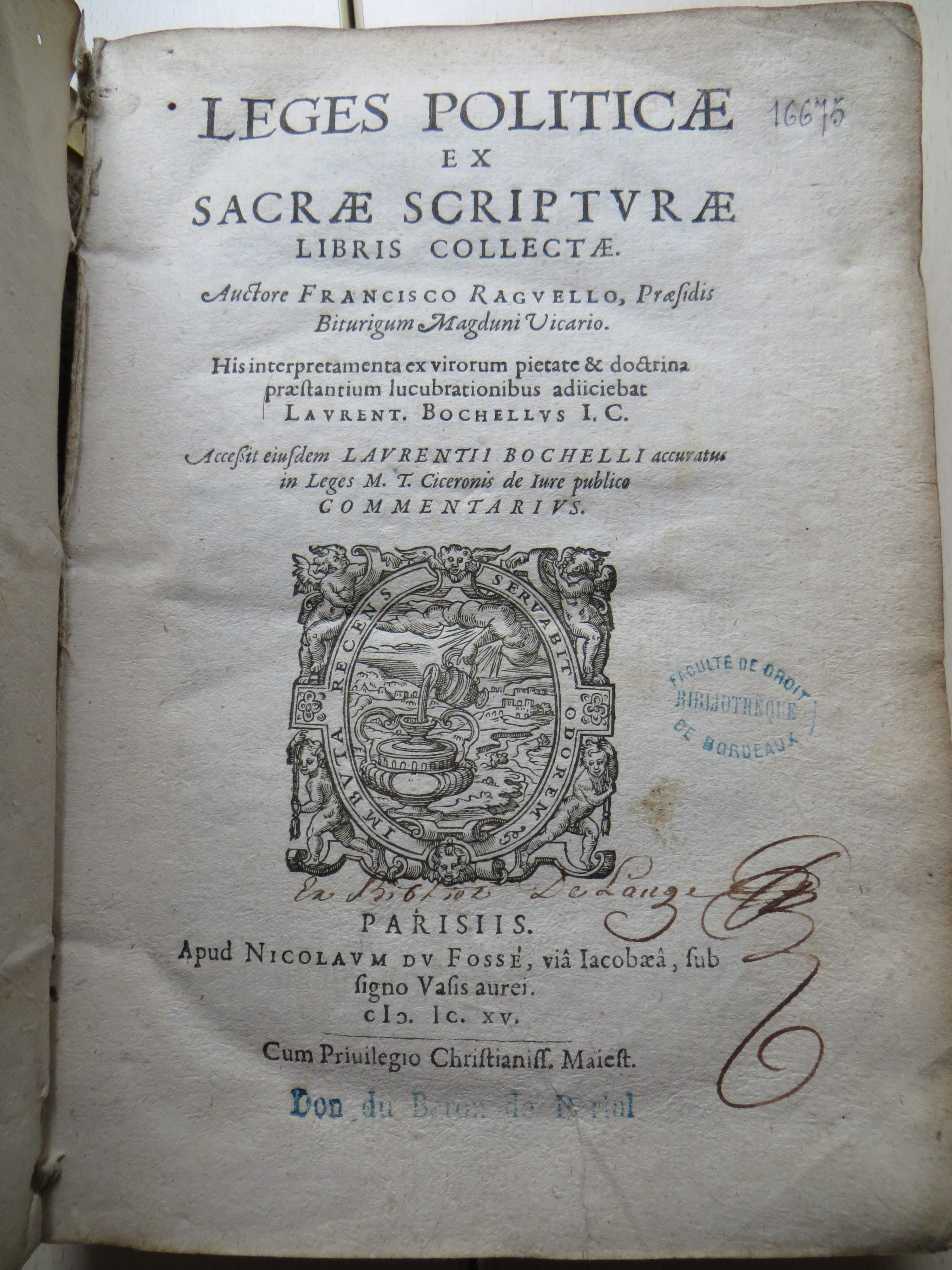
Ouvrage portant un ex-libris de Delauze
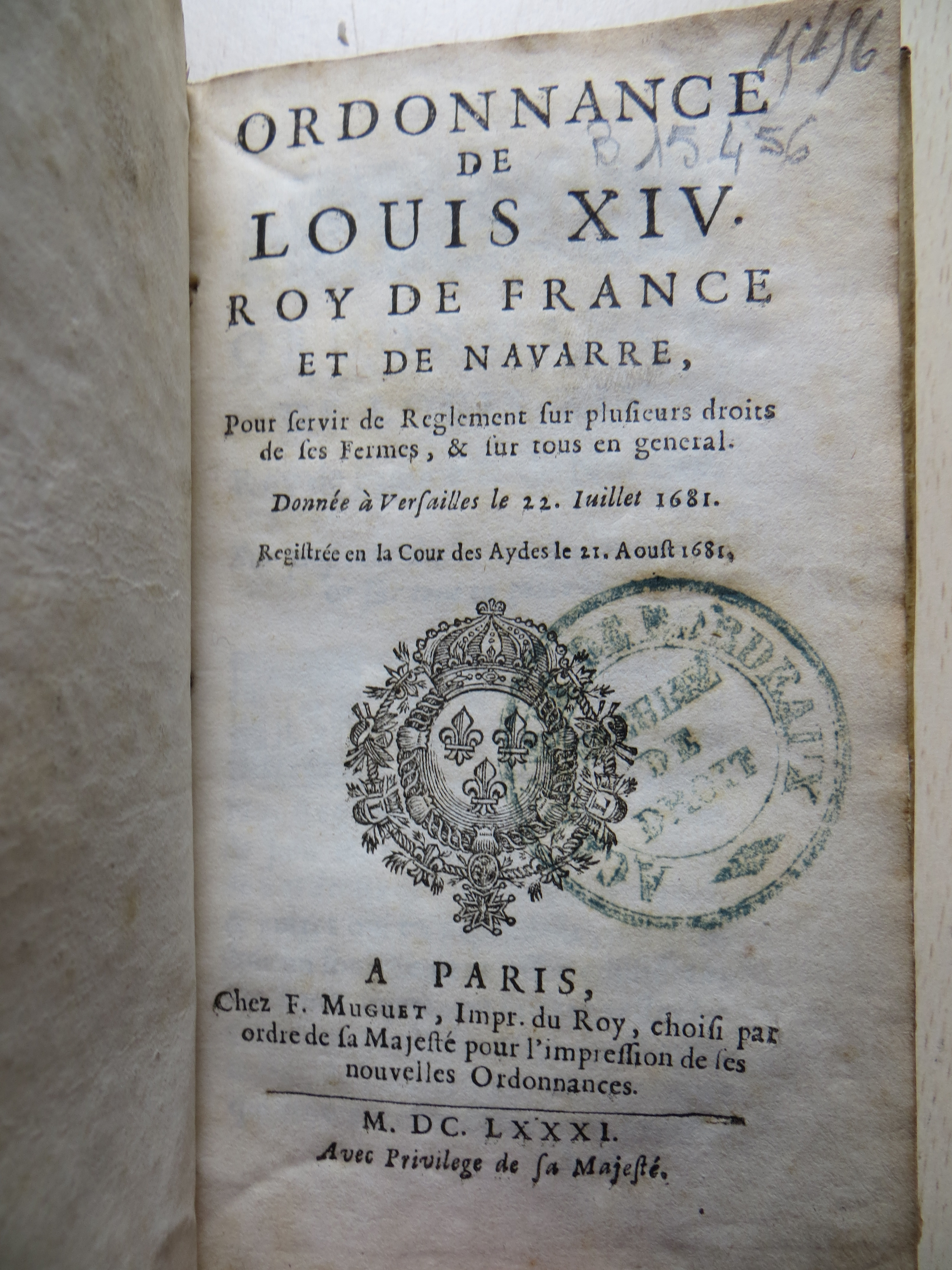
Ouvrage portant un ex-libris tampon de l'Université de Bordeaux

## Le fonds de la Société géographique commerciale

### Naissance du fonds
Le fonds patrimonial de géographie est essentiellement issu de l’ancienne Société de géographie commerciale de Bordeaux et de l’ancien Institut colonial de Bordeaux. Ce fonds intègre les collections de l’Université en 1974.
Consacré à la géographie, ce fonds contient des ouvrages se rapportant aux voyages de découvertes, aux anciennes colonies françaises et à l’agriculture tropicale. Il comprend aussi des périodiques de géographie issus du monde entier et des collections de cartes et d’atlas datant du XIXe et du début du XXe siècle.

### Description du fonds
Le fonds de la Société de géographie contient 12 000 volumes dont 200 sont antérieurs à 1811 et 5000 antérieurs à 1914. Les comptes-rendus de voyages et des descriptions de l’Afrique et de ses habitants depuis le XVIe siècle jusqu’à la fin de la période coloniale constituent la majorité du fonds antérieur à 1914. À travers les récits de voyages, toutes les régions du monde sont représentées : récits de tour du monde de James Cook, Jean-François de Lapérouse ou encore Jean-Baptiste Marchand. 
Quant aux écrits du comte de la Noé, ils relatent certaines régions du monde, illustrés de lithographies en couleurs.
Un ouvrage en anglais de John Ussher, A journey from London to Persepolis including Wanderings in Daghestan, Georgia, Armenia, Kurdistan, Mesopotamia and Persia, issu de la bibliothèque du comte de Chambord, duc de Bordeaux, livre également de belles lithographies. 
Parmi les pièces les plus précieuses, les fonds de la Société de géographie de Bordeaux renferment un in-folio de Léon l’Africain, Description de l’Afrique, tierce partie du monde, de 1556, qui présente une page de titre gravée sur bois, ainsi que l’ouvrage de Jean-Baptiste Labat, Nouvelle relation de l’Afrique occidentale, de 1728. Dans son ouvrage L’Affrique et le peuple Affricain considérés sous tous leurs rapports avec notre Commerce & nos Colonies : dédié au commerce & aux colons françois, paru en 1789, Dominique Harcourt Lamiral présente une défense de la traite des noirs et prône la libération des esclaves.

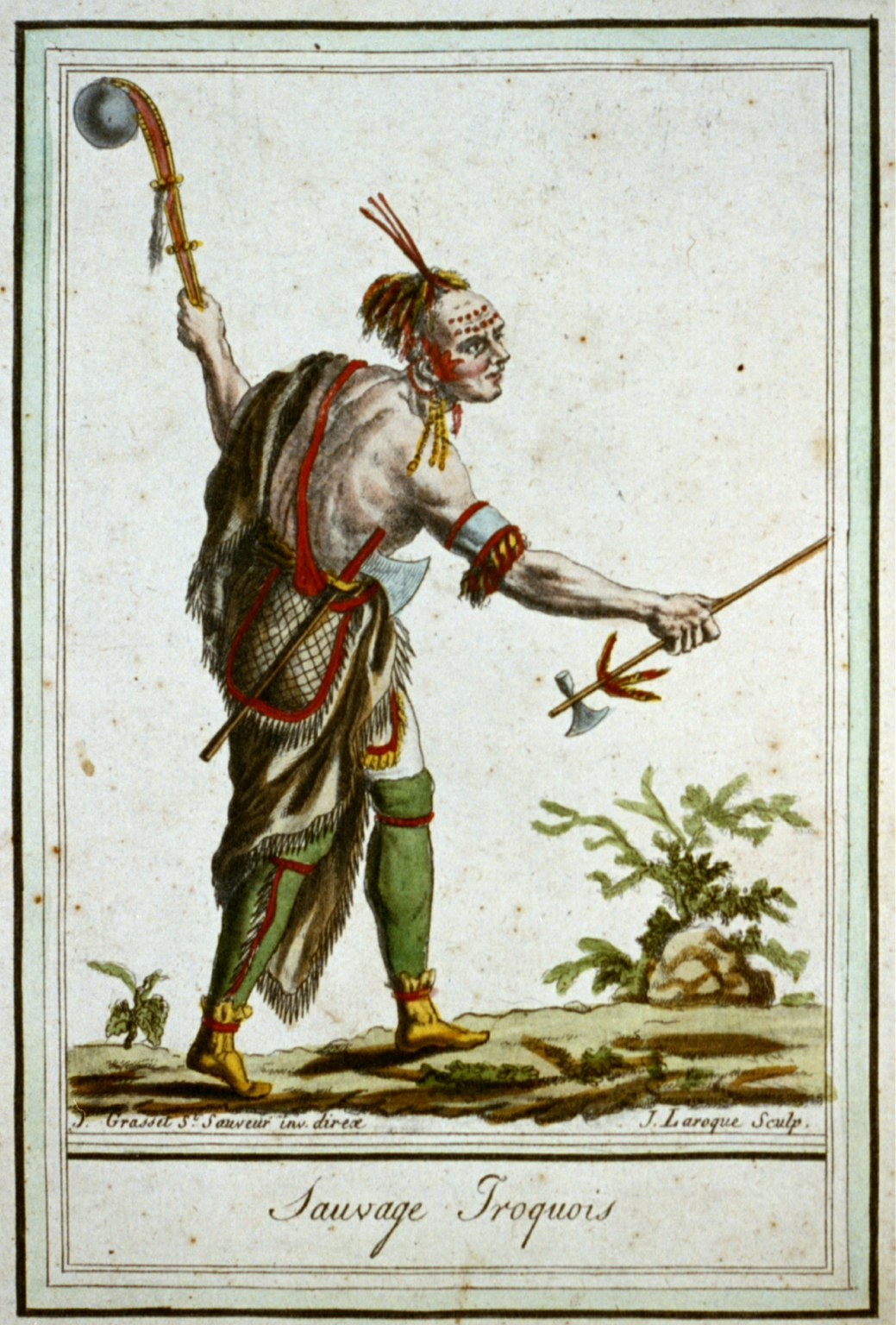
"Sauvage" iroquois - Mœurs lois et costumes des sauvages du Canada [...] accompagné de six figures représentant caractéristiquement des costumes - Fonds géographique de l'Université de Bordeaux
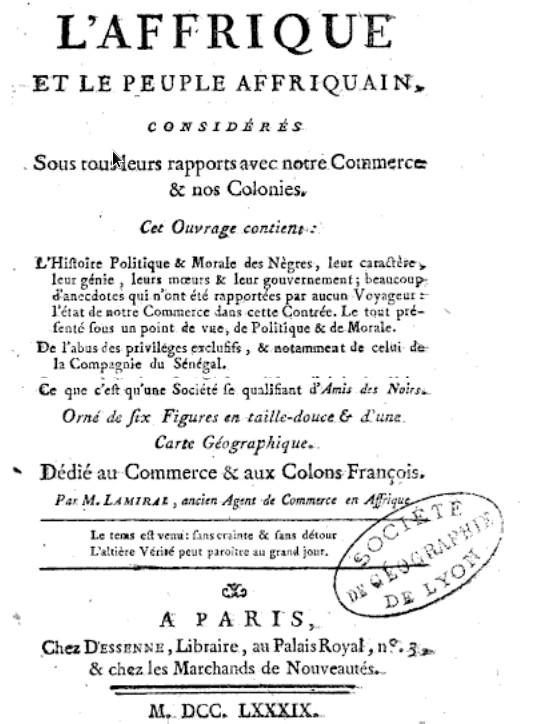
L'Affrique et le peuple affricain, 1789
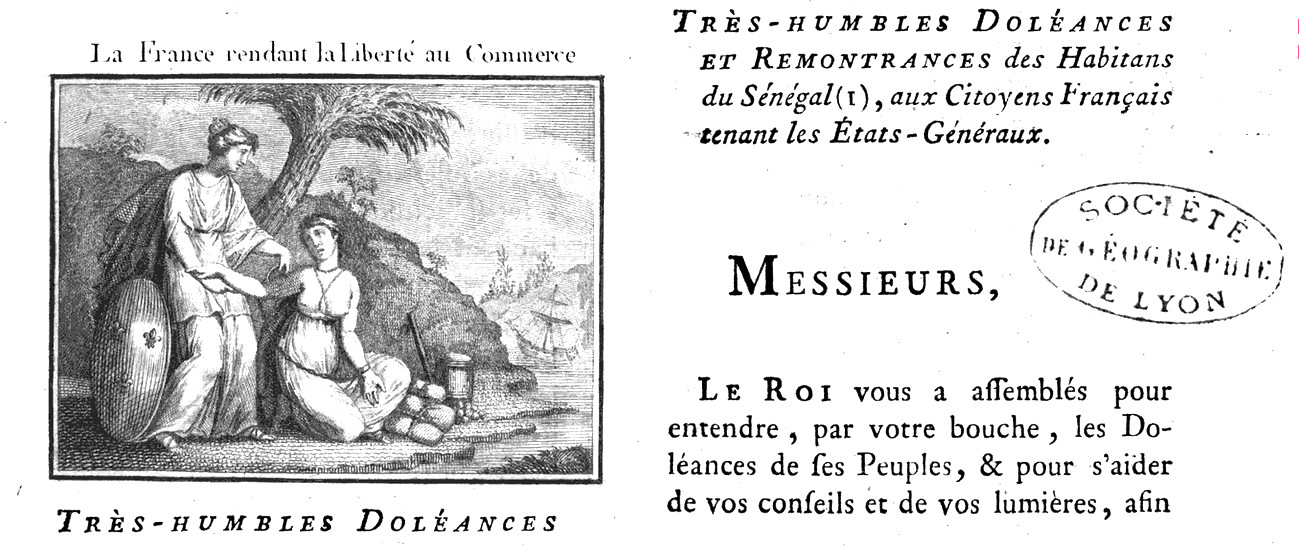
La France rendant la liberté au commerce (Sénégal), 1789

## Sources